# Sončev mrk 11. avgusta 1999
11. avgusta 1999 se je zgodil popolni sončev mrk z magnitudo mrka 1,029. Sončev mrk se zgodi, ko Luna preči med Zemljo in Soncem ter tako popolno ali delno zastre sliko Sonca za opazovalca na zemlji. Popolni sončev mrk se zgodi, ko je Lunin navidezni premer večji kot Sončev, saj tako zastre vso direktno sončevo svetlobo in zavije dan v temo. Popolnost se zgodi le na ozkem predelu preko Zemljine površine, delnost pa se razširja čez več tisoč kilometrov.
Pot lunine sence se je začela v Atlantskem oceanu, pred poldnevom pa je že šla preko juga Združenega kraljestva, severa Francije, Belgije, Luksemburga, južne Nemčije, Avstrije, Slovenije, Hrvaške, Madžarske in severne FR Jugoslavije (Vojvodina). Maksimum mrka je bil ob 11:03 UTC na 45°06′N 24°18′E / 45.1°N 24.3°E v Romuniji (zraven mesta Ocnele Mari, ki je zraven mesta Râmnicu Vâlcea); svojo pot je senca nadaljevala preko Bolgarije, Črnega morja, Turčije, severovzhoda Sirije, severa Iraka, Irana, južnega Pakistana in Srikakulama v Indiji, zaključila pa je v Bengalskem zalivu.
To je bil prvi mrk, viden iz Evrope od 22. julija 1990 in prvi mrk v Združenem kraljestvu, viden od 29. junija 1927. Po dolgem času smo mrk videli tudi v Sloveniji.

## Opazovanja
Zaradi visokih gostot prebivalstva na poti sence, je bil to eden izmed najbolj gledanih mrkov v človeški zgodovini; nekatera območja na poti popolnosti (večinoma Zahodna Evropa) so imela slabši pogled zaradi slabega vremena.
Nekatere organizacije so postavile prikaze poti sence, kjer so lahko ljudje opazovali, kako lahko senca drvi proti njim. Na mednarodnih TV postajah je bil občasen prikaz napredovanja sence. Lunino senco so opazovali tudi iz ruske vesoljske postaje Mir; posnetek so v živo predvajali na televiziji.
- BBC je zgostil svoje prenose prvega stika tal s senco na zahodnem delu Cornwalla (od St Ivesa do Lizarda), kjer so se mu pridružili tudi številni opazovalci. Cornwall še nikoli ni imel toliko gostov, za ta dogodek pa tega še pričakovali niso. Tam je bil tudi veteranski amaterski astronom in opazovalec mrkov Patrick Moore, toda mrk so zasenčili oblaki. BBC One je prenašal tudi posebno verzijo s svojimi baloni. Toda BBC ni bil navzoč na Goonhillyu na polotoku Lizard, ki je bil eden izmed redkih krajev na Cornwallu, kjer so se oblaki razmaknili ravno takrat, ko je nastopila popolnost.
- Ena izmed najboljših lokacij za opazovanje je sredina Rokavskega preliva, kjer so čolni pluli na kraje z najboljšimi pogledi. Tudi stotine ljudi, ki so se zbrale na otoku Alderney, so opazovale dogodek. V Perranporthu je bila velika oblačnost, toda oblaki so se razkropili še zadnji čas, tako da so veliki množici ljudi dopustili ogled s plaže in bližnjih gričev.
- Ljudje so se zbrali tudi na letališču Soissons v Franciji, ki je bilo popolnoma na poti popolnosti. Na žalost so jim oblaki, ki so se razkropili šele nekaj minut po mrku, prekrižali načrte.
- Nebo v Amiensu (Francija), kjer se je zbralo več tisoč ljudi, se je na srečo razjasnilo nekaj minut pred mrkom.
- Pogoji so bili odlični tudi v Vouziersu, francoskem podeželjskem mestu, ki so ga zasedli belgijski obiskovalci. Koprenasta oblačnost se je razkropila le nekaj časa preden je prišla senca. Nekatere slike iz Vouziersa so uporabili na programu BBC Sky at Night.
- Exploratorium iz San Francisca, je prenašal prenos v živo iz nabito polnega trga v mestu Amasya, Turčija.
- Doordarshan, narodni TV program v Indiji, je prenašal mrk iz mesta Srikakulam, ki ga je spremljala TV osebnost Mona Bhattacharya.
- Dvosedežno letalo Bulgarian Air Force MiG-21 je Bolgarska akademija znanosti uporabila za preučevanje sončeve korone. MiG-21, ki je letel pri 1600–1700 km/h (M=1,4-1,5) na višini 13.000 m, je lahko v Lunini senci ostal 6 minut. Fotograf, vojni pilot, je uporabil dve filmski kameri, na obe nameščene 200 mm leče in infrarfeči filtri, uporabljal pa je tudi eno Digital8 video kamero.
- Madžarska najbolj popularna turistična prestolnica, Blatno jezero in bližnje območje, so popolnoma padli na pot sence, kar je to območje naredilo še bolj popularno. Motornih vozil, ki so prihajala sem, je bilo tako veliko, da so morali nekateri ljudje gledati mrk kar iz prometnega zastoja. Na tej lokaciji si je mrk ogledovalo tudi veliko Slovencev.
- En francoski in dva britanska Concordea sta s turisti na krovu sledila senci mrka.[3]
- BBC je ta dan snemal eno izmed epizod TV serije Letališče (Airport). Med šovom sta rezidenčna tiskovna uradnika Russell Clisby in Steve Meller na letališču London Heathrow posnela slike mrka, kar je naredil tudi mentor Aeroflota Jeremy Spake, ko je letel na posebnem čarterskem letu.
- RTS, narodna javna televizija Srbije, je posvarila ljudi, naj ostanejo znotraj, saj naj bi po ulicah vladala splošna bolezen. Povzročili so, da so se vsa srbska mesta in vasi popolnoma izpraznili med mrkom, kar je povzročilo, da jih je veliko gledalo mrk preko TV.[4]
- BMJ je mesec po mrku poročal le o 14 primerih poškodbe oči zaradi opazovanja mrka, kar je nižje, kot se je prej ocenjevalo. V enem izmed najhujših primerov je pacient gledal v Sonce brez posebnih očal za kar dvajset minut. Sicer je bilo obveščanje o prepovedanem gledanju v Sonce kar uspešno.[5]

## Galerija
- Iz Paderborna, Nemčija
- Iz Blatnega jezera, Madžarska

## Pomembnejši časi in koordinate
| Dogodek                                    | Čas (UTC) | Koordinati                                |
| ------------------------------------------ | --------- | ----------------------------------------- |
| 1. polsenčni stik z Zemljino površino (P1) | 08:26:17  |                                           |
| 1. zunanji senčni stik (U1)                | 09:29:55  | 41°2.0′N 65°5.4′W / 41.0333°N 65.0900°W   |
| 2. notranji senčni stik (U2)               | 09:30:53  | 43°0.1′N 57°55.8′W / 43.0017°N 57.9300°W  |
| Največji mrk                               | 11:03:07  | 45°4.8′N 24°17.3′E / 45.0800°N 24.2883°E  |
| 3. notranji senčni stik (U3)               | 12:35:33  | 19°39.7′N 80°20.4′E / 19.6617°N 80.3400°E |
| 4. zunanji senčni stik (U4)                | 12:36:26  | 17°33.5′N 87°17.1′E / 17.5583°N 87.2850°E |
| 4. polsenčni stik z Zemljino površino (P4) | 13:40:08  |                                           |

## Vrsta mrka
| Vrsta mrka                          | Popolni                                                                                      |
| Gama                                | 0,5063                                                                                       |
| Magnituda                           | 1,0286                                                                                       |
| Trajanje na točki maksimalnega mrka | 143 s (2 min 23 s) ob 11:03:07 UTC v Romuniji: 45°04′48″N 24°17′18″E / 45.08000°N 24.28833°E |
| Maksimalna širina sence             | 112,3 km                                                                                     |

## Povezani mrki

### Mrki leta 1999
- Polsenčni lunin mrk 31. januarja.
- Kolobarjasti sončev mrk 16. februarja.
- Delni lunin mrk 28. julija.
- Popolni sončev mrk 11. avgusta.

### Sončevi mrki 1997–2000
Ta mrk je del semestrskih serij. Mrk v ciklu Sončevih mrkov se ponovi na približno vsakih 177 dni in 4 ur (en semester) na izmeničnih vozlih Luninega tira.
| Niz sončevih mrkov v obdobju 1997–2000                                                        | Niz sončevih mrkov v obdobju 1997–2000 | Niz sončevih mrkov v obdobju 1997–2000 | Niz sončevih mrkov v obdobju 1997–2000 | Niz sončevih mrkov v obdobju 1997–2000 | Niz sončevih mrkov v obdobju 1997–2000 | Niz sončevih mrkov v obdobju 1997–2000 |
| --------------------------------------------------------------------------------------------- | -------------------------------------- | -------------------------------------- | -------------------------------------- | -------------------------------------- | -------------------------------------- | -------------------------------------- |
| Padni vozel                                                                                   | Padni vozel                            | Padni vozel                            |                                        | Dvižni vozel                           | Dvižni vozel                           | Dvižni vozel                           |
| Saros                                                                                         | Zemljevid                              | Gama                                   | Saros                                  | Zemljevid                              | Gama                                   |                                        |
| 120 Chita, Rusija                                                                             | 9. marec 1997 Popolni                  | 0,91830                                | 125                                    | 2. september 1997 Delni                | -1,03521                               |                                        |
| 130 Popolni mrk blizu Guadelope                                                               | 26. februar 1998 Popolni               | 0,23909                                | 135                                    | 22. avgust 1998 Kolobarjasti           | -0,26441                               |                                        |
| 140                                                                                           | 16. februar 1999 Kolobarjasti          | -0,47260                               | 145 Popolnost iz Francije              | 11. avgusta 1999 Popolni               | 0,50623                                |                                        |
| 150                                                                                           | 5. februar 2000 Delni                  | -1,22325                               | 155                                    | 31. julij 2000 Delni                   | 1,21664                                |                                        |
| Delna sončeva mrka 1. julija 2000 in 25. decembra 2000 se zgodita v naslednjem lunarnem letu. |                                        |                                        |                                        |                                        |                                        |                                        |

### 145. saros
Ta sončev mrk je del 145. saroškega cikla, ki mrke ponovi na vsakih 18 let, 11 dni in 8 ur. Saros vsebuje 77 mrkov. Začel se je z delnim mrkom 4. januarja 1639, kolobarjasti mrki pa so se začeli vrstiti od 6. junija 1891 naprej. Prvi hibridni mrk je bil 17. junija 1909, sledili pa so mu popolni mrki od 29. junija 1927, do 9. septembra 2648. Saros se konča s 77. članom, ki bo delni mrk 17. aprila 3009. Najdaljši mrk se bo zgodil 25. junija 2522, saj bo popolnost trajala kar 7 minut in 12 sekund. Vsi mrki v tem sarosu se zgodijo na luninem dvižne vozlu.
| 10.-32. člani serije med 1801 in 2359 | 10.-32. člani serije med 1801 in 2359 | 10.-32. člani serije med 1801 in 2359 |
| 10                                    | 11                                    | 12                                    |
| ------------------------------------- | ------------------------------------- | ------------------------------------- |
| 13. april 1801                        | 24. april 1819                        | 4. maj 1837                           |
| 13                                    | 14                                    | 15                                    |
| 16. maj 1855                          | 26. maj 1873                          | 6. junij 1891                         |
| 16                                    | 17                                    | 18                                    |
| 17. junij 1909                        | 29. junij 1927                        | 9. julij 1945                         |
| 19                                    | 20                                    | 21                                    |
| 20. julij 1963                        | 31. julij 1981                        | 11. avgust 1999                       |
| 22                                    | 23                                    | 24                                    |
| 21. avgust 2017                       | 2. september 2035                     | 12. september 2053                    |
| 25                                    | 26                                    | 27                                    |
| 23. september 2071                    | 4. oktober 2089                       | 16. oktober 2107                      |
| 28                                    | 29                                    | 30                                    |
| 26. oktober 2125                      | 7. november 2143                      | 17. november 2161                     |
| 31                                    | 32                                    | 33                                    |
| 28. november 2179                     | 9. december 2197                      | 21. december 2215                     |
| 34                                    | 35                                    | 36                                    |
| 31. december 2233                     | 12. januar 2252                       | 22. januar 2270                       |
| 37                                    | 38                                    | 39                                    |
| 2. februar 2288                       | 14. februar 2306                      | 25. februar 2324                      |
| 40                                    |                                       |                                       |
| 8. marec 2342                         |                                       |                                       |

### Metonov niz
Metonov niz ponovi mrke na vsakih 19 let (6939,69 dni). Traja približno 5 ciklov. Mrki se zgodijo v skoraj enakem koledarskem datumu. Oktonski podnizi se ponovijo na 1/5 časa trajanja Metonovega cikla, oziroma na vsakih 3,8 let (1387,94 dni).
Vsi mrki v tej tabeli so se zgodili v Luninem dvižnem vozlu.
| 22 mrkov med 5. januarjem 1935 in 11. avgustom 2018 | 22 mrkov med 5. januarjem 1935 in 11. avgustom 2018 | 22 mrkov med 5. januarjem 1935 in 11. avgustom 2018 | 22 mrkov med 5. januarjem 1935 in 11. avgustom 2018 | 22 mrkov med 5. januarjem 1935 in 11. avgustom 2018 |
| 4.-5. januar                                        | 23.-24. oktober                                     | 10.-12. avgust                                      | 30.-31. maj                                         | 18.-19. marec                                       |
| 111                                                 | 113                                                 | 115                                                 | 117                                                 | 119                                                 |
| --------------------------------------------------- | --------------------------------------------------- | --------------------------------------------------- | --------------------------------------------------- | --------------------------------------------------- |
| 5. januar 1935                                      |                                                     | 12. avgust 1942                                     | 30. maj 1946                                        | 18. marec 1950                                      |
| 121                                                 | 123                                                 | 125                                                 | 127                                                 | 129                                                 |
| 5. januar 1954                                      | 23. oktober 1957                                    | 11. avgust 1961                                     | 30. maj 1965                                        | 18. marec 1969                                      |
| 131                                                 | 133                                                 | 135                                                 | 137                                                 | 139                                                 |
| 4. januar 1973                                      | 23. oktober 1976                                    | 10. avgust 1980                                     | 30. maj 1984                                        | 18. marec 1988                                      |
| 141                                                 | 143                                                 | 145                                                 | 147                                                 | 149                                                 |
| 4. januar 1992                                      | 24. oktober 1995                                    | 11. avgust 1999                                     | 31. maj 2003                                        | 19. marec 2007                                      |
| 151                                                 | 153                                                 | 155                                                 | 157                                                 | 159                                                 |
| 4. januar 2011                                      | 23. oktober 2014                                    | 11. avgust 2018                                     |                                                     |                                                     |